# Мироненко, Владимир Иванович
Владимир Иванович Мироненко (бел. Уладзімiр Iванавіч Міроненка; род. 9 февраля 1942 года, Октябрёво, Беларусь) — белорусский и советский математик, профессор.

## Биография
В 1964 году окончил Могилевский пединститут, физико-математический факультет. В 1970 году защитил кандидатскую диссертацию на тему «Вложимые системы». В 1975 году утвержден в звании доцента, а в 1992 году в звании профессора.
В теорию дифференциальных уравнений ввёл понятие отражающей функции и применил его к изучению вопросов существования периодических решений и решений краевых задач дифференциальных систем, а также к изучению устойчивости этих решений. Ввёл понятия φ-решения и вложимой системы. Автор свыше ста работ по теории дифференциальных уравнений.

## Основные работы
- Мироненко В. И. Линейная зависимость функций вдоль решений дифференциальных уравнений. — Изд-во БГУ им. В. И. Ленина, Минск, 1981. — 104 с.
- Мироненко В. И. Отражающая функция и периодические решения дифференциальных систем. — Изд-во «Университетское», Минск, 1986, — 76 с.
- Мироненко В. И. Введение в теорию устойчивости. Министерство народного образования Республики Беларусь, Гомельский госуниверситет им. Ф. Скорины, Гомель, 1991. — 61 с.
- Мироненко В. И. Дифференциальные системы с распадающимися отображениями за период. Вестник БГУ, Минск, 1992. — Серия 1. — № 1. — С.36-41.
- Мироненко В. И. Отражающая функция и интегральные многообразия дифференциальных систем. Дифференц. уравнения, Минск, 1992. — Т.28. — № 26. — С.984-991.
- Мироненко В. И. Метод отражающей функции для краевых задач. Дифференц. уравнения, Минск, 1996. — Т.32. — № 6. — С.774-779.
- Мироненко В. И., Дайнеко Н. М. Математическая модель динамики плотности ценопопуляций луговых агроэкосистем. Весцi нацыянальнай Акадэмii навук Беларусi. Серыя біялагічных навук. № 2, 1998. — С.109-111.
- Мироненко В. И., Дайнеко Н. М., Жогаль С. П., Сапегин Л. М. Математическое моделирование функционирования луговых экосистем. Доклады НАН Беларуси, 2002. Т.46. — С. 75-78.
- Мироненко В. И. Отражающая функция и исследование многомерных дифференциальных систем. — Мин. образов. РБ, ГГУ им. Ф. Скорины. — Гомель, 2004. — 196 с.
- Мироненко В. И. Возмущения систем, не изменяющие временных симметрий, и отображения Пуанкаре. Дифференц. уравнения. — 2008. T. 44, № 10. — С.1347-1352.
- Mironenko V. I., Mironenko V. V. How to construct equivalent differential systems. Applied Mathematic Letters, 22 (2009), 1356—1359.
- Мироненко, В.И. Временные симметрии уравнения Риккати. Проблемы физики, математики и техники. Сер.: Математика. - 2010. - №1(2). - С. 31-33.
- Mironenko V. I., Mironenko V. V. Time symmetries and in-period transformations. Applied Mathematic Letters, 24 (2011), 1721—1723.
- Мироненко В. И. О периодических решениях уравнения Риккати. Проблемы физики, математики и техники. Сер.: Математика. - 2015. - № 2 (23). - С. 62-64.
- Mironenko V. I., Mironenko V. V. The New Method for the Searching Periodic Solutions of Periodic Differential Systems. Journal of Applied Analysis and Computation, Vol. 6, Num. 3, 2016, 876-883
- Мироненко В. И., Мироненко В. В. Возмущения линейных дифференциальных систем, не изменяющие отображение Пуанкаре. Проблемы физики, математики и техники. Сер.: Математика. - 2017. - № 1 (30). - С. 54-58.